# Jeff Mills
Jeff Mills (Michigan, USA, 1963. június 18.) meghatározó jelentőségű techno DJ és producer Detroitból.

## Élete

### Előélete
A 80-as években Mills a "The Wizard" (A Varázsló) álnév alatt ismert rádió DJ volt a
detroiti WJLB adónál. Szettjei "The Electrifying Mojo", Charles Johnson éjszakánként
jelentkező műsorának fénypontjai voltak. Mills változatos zenéket játszott: fellelhetőek voltak
az akkor még ismeretlen detroit techno, miami bass, chicago house és klasszikus new wave
számok, emellett virtuóz DJ-technikákat alkalmazott, pl. beat juggling, scratchelés, így
kiegészítve Mojo szintén eklektikus palettáját.

### Underground Resistance
Millsnek köszönhető többek közt a szcénát meghatározó detroit techno kollektíva, az
Underground Resistance megalapítása "Mad" Mike Banksszel, a
Parliament zenekar volt basszusgitárosával. Akárcsak a Public Enemy
néhány évvel előttük, ők is forradalmi hangnemben szálltak szembe a kommersz zeneiparral.
Uniformisba, fekete harci jelmezbe és símaszkba öltözve teljesítették "missziójukat":
tartalmat és jelentést adni a techno műfajnak.

### Axis Records
Mills hivatalosan sosem lépett ki az UR-ból, de valójában a saját útját járta, megelégelve a
csapat politizálását, így inkább a zenére koncentrálva. New Yorkba költözött, majd egy
rövid berlini tartózkodás (Tresor) után Chicagóban kötött ki. Itt 1992-ben
detroiti barátjával, Robert Hooddal megalapította legfontosabb lemezkiadóját, az Axist,
amellyel az akkori techno zenéknél jóval egyszerűbb és minimalistább hangzást célozták meg.
Később ennek a kiadónak jelentek meg kisebb kiadói, a Purpose Maker, a Tomorrow és a 6277.

### Fellépései
Nagylemezei és EP-i leginkább kompozícióinak különálló számai, amelyeket Mills élő DJ-szettben játszik el, kivételes DJ-képességeivel. Fellépései során általában 3 lemezjátszót,
egy Roland TR-909 dobgépet és akár 70 lemezt felhasznál egy óra alatt.
A Mix-Up Volume 2 c. élő mixalbum egy jó példa Mills virtuozitására, mely a tokiói Liquid
Roomban készült, 1996-ban. "A Mix-Up Vol. 2 egy könyörtelen techno-mestermunka, mely két
összetevőből áll: a zene és mellette a közönség reakciója" – Andrez Bergen, 2005

### Napjainkban
Az utóbbi időben hosszabb kirándulásokat tett a komolyabb hangvételű, ún. "epikus" techno
világában (pl. Fritz Lang Metropolisának megzenésítése, vagy a 2004. szeptember 16-i Fabric
klubbeli 7 órás szettje Laurent Garnier-vel). Az epikus vonalat jelenti még a 2006-os Blue
Potential c. lemeze, amit a Montpellier filharmonikusokkal együtt készített. A koncertről
DVD-felvétel készült, egy újabb lehetőség Millst a színpadon látni, akcióban.
"Exhibitionist" c. 2004-ben kiadott DVD-je 3 lemezjátszó mögött mutatja Millst. A felvétel
több kameraállásból fel lett véve, és tartalmaz egy Axis-megjelenésekből válogatott, két
Mills számaiból válogatott és egy vegyes előadók számaiból összerakott mixet, továbbá egy
interjút magával Millsszel és egy másik interjút az Octave One-nal.

## Külső hivatkozások
- Axis Records
- Jeff Mills a Discogs-on